# Planococcoides celtis
Planococcoides celtis är en insektsart som först beskrevs av Hugh Edwin Strickland 1947.  Planococcoides celtis ingår i släktet Planococcoides och familjen ullsköldlöss.
Artens utbredningsområde är Ghana. Inga underarter finns listade i Catalogue of Life.